# 山田村 (京都府)
山田村（やまだむら）は、京都府与謝郡にあった村。現在の与謝野町上山田・下山田にあたる。

## 地理
- 河川：野田川

## 歴史
- 1889年（明治22年）4月1日 - 町村制の施行により、上山田村・下山田村の区域をもって発足。
- 1927年（昭和2年）3月7日：北丹後地震発生。家屋倒壊約350戸、地震後に発生した火災で80戸焼失。村内の死者約180人[1]。
- 1955年（昭和30年）3月1日 - 三河内村・岩屋村・市場村・石川村と合併して野田川町が発足。同日山田村廃止。

## 交通

### 鉄道路線
- 日本国有鉄道
  - 宮津線（現・京都丹後鉄道宮豊線）
    - 丹後山田駅（現・与謝野駅）
- 加悦鉄道
  - 加悦鉄道線（1985年廃止）
    - 丹後山田駅 - 水戸谷駅

### 道路
- 国道176号（現・国道302号）